# 드니 빌뇌브
드니 빌뇌브(프랑스어: Denis Villeneuve, 프랑스어: [dəni vilnœv], 1967년 10월 3일 ~ )는 프랑스계 캐나다인 영화 감독이자 각본가이다. 대표작으로는 범죄 스릴러 영화 《프리즈너스》 (2013년)와 《시카리오: 암살자의 도시》 (2015) 등이 있다.

## 작품 목록
| Director | Director                    | Director   | Director                      |
| 연도     | 영화                        | 분류       | 비고                          |
| -------- | --------------------------- | ---------- | ----------------------------- |
| 1988     | La Course Destination Monde | 다큐멘터리 |                               |
| 1994     | REW-FFWD                    | 단편       |                               |
| 1996     | 코스모스                    | 단편       | 칸 영화제 감독 주간           |
| 1998     | 지구에서의 8월 32일         |            | 칸 영화제 주목할 만한 시선    |
| 2000     | 마엘스트롬                  |            | 베를린 국제 영화제 FIPRESCI상 |
| 2008     | 다음 층                     | 단편       | 황금 종려상 단편 부문         |
| 2009     | 폴리테크닉                  |            | 칸 영화제                     |
| 2010     | 그을린 사랑                 |            | 아카데미 외국어 영화상 후보   |
| 2013     | 프리즈너스                  |            | 2013 텔류라이드 영화제        |
| 2013     | 에너미                      |            | 토론토 국제 영화제            |
| 2015     | 시카리오: 암살자의 도시     |            | 칸 영화제 황금종려상 후보     |
| 2016     | 컨택트                      |            | 아카데미 감독상 후보          |
| 2017     | 블레이드 러너 2049          |            |                               |
| 2021     | 듄                          |            |                               |
| 2024     | 듄: 파트 2                  |            |                               |
| 2026     | 듄: 파트 3                  |            |                               |

## 수상 목록
- 2022년 제20회 디렉터스 컷 어워즈 올해의 국제영화감독상 (듄)